# Lactarius
Lactarius é um gênero de fungos que produzem cogumelos. O gênero é caracterizado pelo fato de que tais organismos exalam um líquido leitoso ("látex"), se cortados ou danificados. Como o gênero Russula, com os quais estão agrupados na família Russulaceae, sua carne tem uma distinta consistência frágil. Nos anos 2010, muitas espécies foram separadas do gênero e postas no Lactifluus, com base em evidência filogenética molecular.
Muitas vezes, as lamelas são decorrentes (começando a correr para baixo do caule) e o chapéu é deprimido ou mesmo em forma de funil, quando mais velhos.
Para identificar cada uma das cerca de 400 espécies de Lactarius cujo modelo consta pertence, observe se o chapéu é liso ou gorduroso; aveludado ou peludo nas bordas, principalmente em indivíduos jovens. Também a cor inicial do leite (branco, creme, laranja, violeta...) e a cor final, após a secagem, são características determinantes.

## Taxonomia
O gênero foi descrito por Christiaan Hendrik Persoon em 1797, com L. piperatus sendo a espécie-tipo original. Em 2011, L. torminosus foi aceita como a nova espécie-tipo, após L. piperatus ter sido movida para o novo gênero Lactifluus.
O termo Lactarius é derivada do latim "lac", que significa "leite".

## Galeria

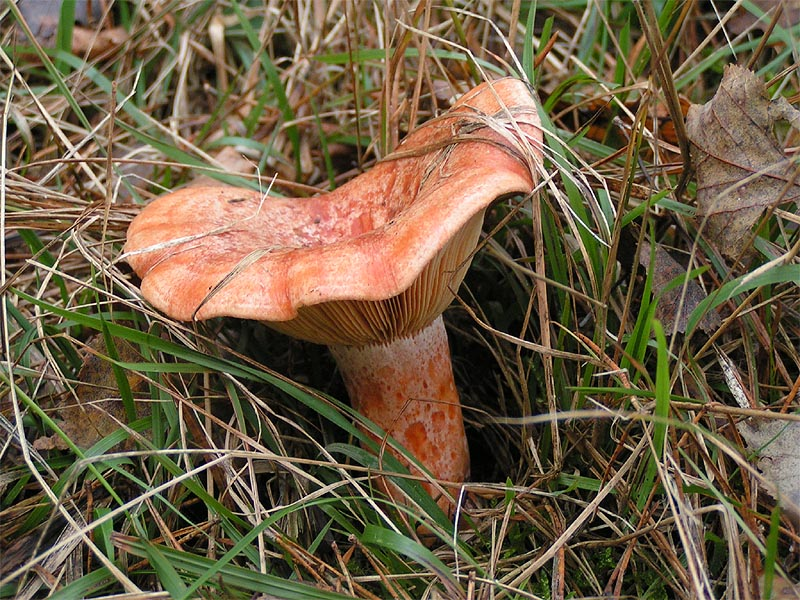
Lactarius deliciosus
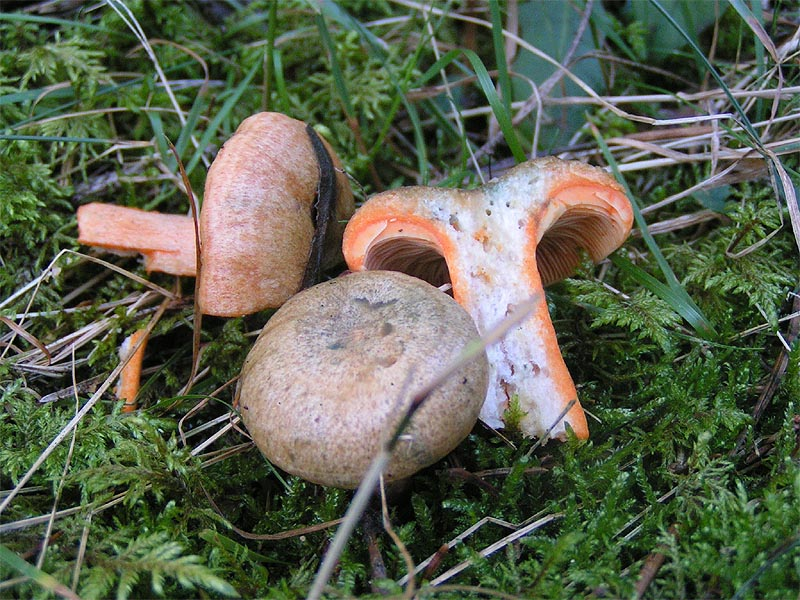
Lactarius deterrimus
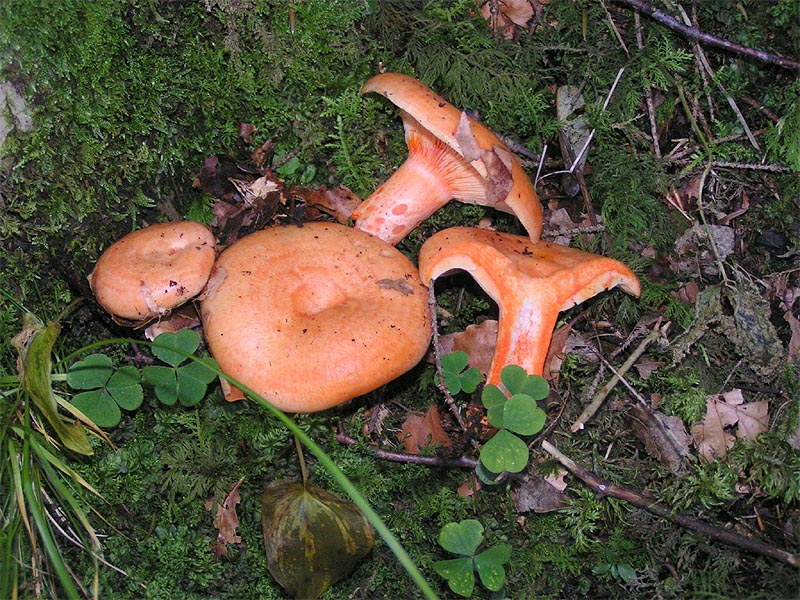
Lactarius salmonicolor